# 부분성애

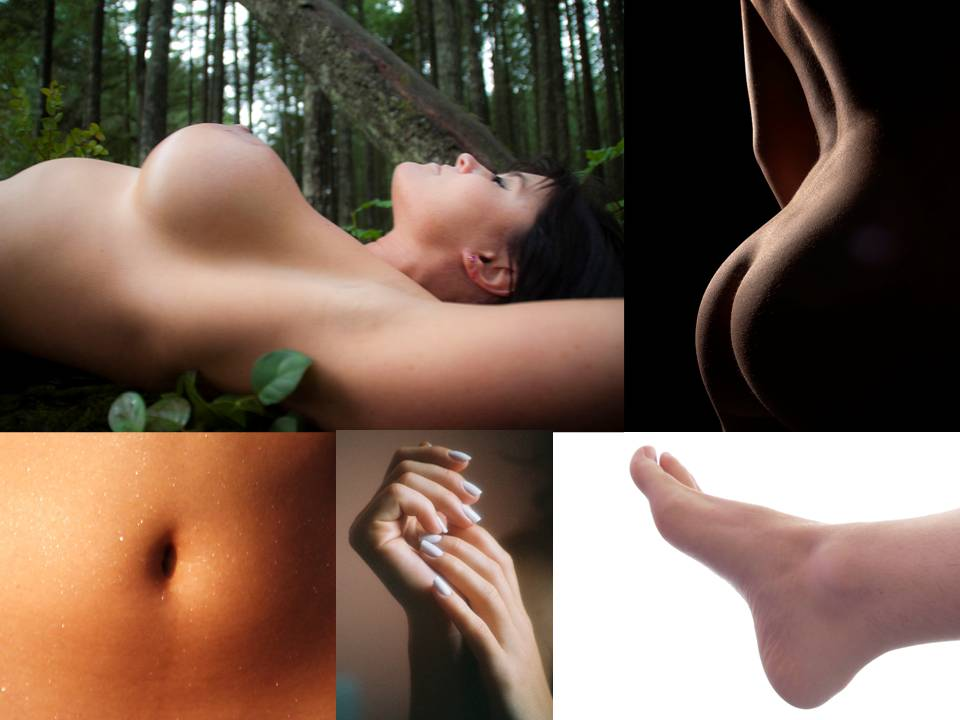
겨드랑이, 등, 유방, 볼기, 배꼽, 털, 손, 발, 입술 등이 흔한 편이다.

부분성애는 생식기 이외의 신체의 특정한 부분에만 초점을 둔 성적 페티시이다. 부분성애는 개인에게 심각한 심리사회적 고통을 초래하거나 삶의 중요한 영역에 해로운 영향을 미치는 경우에만 미국 정신의학회의 DSM-5에서 페티시즘 장애로 분류된다. DSM-IV에서는 별도의 성도착증(달리 명시되지 않음)으로 간주되었으나 DSM-5에서는 페티시즘 장애로 인정되었다. 부분성애를 보이는 사람들은 때때로 자신이 관심을 갖고 있는 해부학적 구조가 성기와 동등하거나 더 큰 성적 매력을 느끼는 것으로 묘사한다.

## 같이 보기
- 성감대